# Campoletis hoppingi
Campoletis hoppingi là một loài tò vò trong họ Ichneumonidae.